# Кризисен пиар
Кризисен пиар (още: кризисен пъблик рилейшънс, кризисни комуникации) е приложение на връзките с обществеността към разрешаването на проблеми и кризи, които възникват неочаквано. Цел на кризисния пиар е да се предприемат действия по съхраняване и защита на личностите и организациите в ситуации, които поставят предизвикателства пред тяхната репутация и публичен образ.
При кризисни ситуации основните етапи на кризисния пиар са следните:
- изследване на проблемите и възможностите за разрешаването им,
- задълбочен анализ на състоянието на външната и вътрешната аудитория.
- определяне на целите и задачите, като например: да се снабдяват медиите с точна, навременна информация, да се демонстрира грижа за сигурността и защита на живота на уязвените от кризата хора, да се поддържа подходящ имидж на организацията.